# Oligostachyum gracilipes
Oligostachyum gracilipes är en gräsart som först beskrevs av Mcclure, och fick sitt nu gällande namn av Ye och Wang. Oligostachyum gracilipes ingår i släktet Oligostachyum och familjen gräs. Inga underarter finns listade i Catalogue of Life.